# Krežbinac
Krežbinac (cyr. Крежбинац) – wieś w Serbii, w okręgu pomorawskim, w gminie Paraćin. W 2011 roku liczyła 452 mieszkańców.